# کاریلا
کاریلا (به انگلیسی: Kareela) یک حومه شهر در استرالیا است که در نیو ساوت ولز واقع شده‌است.